# Olstorp, Alingsås kommun
Ej att förväxla med Olstorp, Lerums kommun.
Olstorp är bebyggelse i Bälinge socken i Alingsås kommun cirka fem kilometer nordost om Alingsås.
Bebyggelsen var fram till 2010 avgränsad till en småort av SCB namnsatt till Bälinge och Olstorp.  Bebyggelsen förlorade statusen som småort 2010 när folkmängden hade sjunkit under 50 personer,. 2015 hade befolkningen växt så bebyggelsen blev åter klassad som en småort.